# 貝凱什州
貝凱什州（匈牙利語：Békés megye）是匈牙利東南部的一個州，與羅馬尼亞接壤。面積5,630平方公里，人口351,148（2015年）。首府貝凱什喬包。

## 行政区划

### 区份
贝凯什州划分为9个区：
- 贝凯什乔包区
- 貝凱什區
- 焦毛恩德勒德區
- 久洛區
- 邁澤科瓦奇哈佐區
- 奧羅什哈佐區
- 紹爾考德區
- 索爾沃什區
- 賽格豪洛姆區

### 市镇
下設1州级市、21鎮、8大村、45村。
1. ↑  nepesseg.com, population data of Hungarian settlements